# Reprezentacja Holandii na Mistrzostwach Europy w Wioślarstwie 2007
Reprezentacja Holandii na Mistrzostwach Europy w Wioślarstwie 2007 liczyła 11 sportowców. Najlepszymi wynikiem było 5. miejsce w jedynce kobiet.

## Medale

### Złote medale
Brak

### Srebrne medale
Brak

### Brązowe medale
Brak

## Wyniki

### Konkurencje mężczyzn
- jedynka (M1x): Robin Van Keeken – 8. miejsce

### Konkurencje kobiet
- kobiet (W1x): Sanne Beukers – 5. miejsce
- ósemka (W8+): Debora Douma, Nikki Oude Elferink, Noortje van der Vliet, Josina Vermeulen, Laetitia Siegelaar, Jacoba Melis, Janneke Willemse, Rose Jansen, Eva Hengst – 6. miejsce